# 克莱反应
克莱反应是有机反应，它在无水的溶液中以酚醚和脂肪醛在无论有无催化剂的条件下通过干燥盐酸偶联，得到在烷氧基对位或邻位取代的α-氯代衍生物的酚醚：